# Nogai
I nogai (in nogai: Hогъай, Ногъайлар Noġaj, Noġajlar), anche conosciuti come mongoli caucasici (il termine "caucasico" si riferisce al luogo in cui vivono, le montagne del Caucaso, e non alla loro provenienza etnica) sono una popolazione turca e un'importante minoranza nella regione del Dagestan. I nogai sono i discendenti dei kipchaki, gruppo etnico che si fuse con i conquistatori mongoli formando l'Orda Nogai. La loro lingua, il nogai, è di derivazione turca, parlano anche la lingua šori.
La maggioranza dei nogai è di fede musulmana sunnita. Portano una piccola barba e sono di minore altezza rispetto alle altre popolazioni che vivono nel Caucaso (l'altezza media degli uomini è infatti di un metro e sessanta). Hanno spesso occhi a mandorla, alle volte blu, facce piatte con lunghi nasi. Il loro nome deriva da Nogai Khan, un generale dell'Orda d'Oro.

## Presenza fuori dall'area Caucasica
I nogai che oggi vivono fuori dall'area caucasica sono divisi nei seguenti sottogruppi:
- I nogai di Kuban abitano il nord del mar d'Azov.
- I cedişkul che abitano il nord della penisola di Crimea.
- I bucak Nogai che abitano l'area tra il Danubio e il Nistro.
- I camboyluk abitanti le terre tra il fiume Bug e l'inizio della penisola di Crimea.
- I cedsan che abitano le terre tra il Dnestr e il Bug.

## Storia
I nogai dopo la disgregazione dell'Orda d'Oro costituirono un proprio khanato in un territorio compreso tra il Volga e l'Irtyš; alcuni guerrieri di quest'etnia fecero parte delle forze militari del khanato di Astrachan'. Dopo l'invasione russa del 1556 e la scomparsa dei due khanati alcune tribù nogai entrarono a far parte di piccole entità politiche quali la "Küçük Orda" (Piccola Orda) a nord del Caucaso o la "Altiul Ordası" presso il lago Emba, altre, sotto il controllo del Khan Ismail, costituirono un khanato vassallo di Mosca con il nome di "Grande Orda Nogai", altre ancora offrirono i propri servigi al Khanato di Crimea. Queste ultime avevano il compito di proteggere i confini a nord del khanato e si distinsero nell'organizzazione di raid contro gli insediamenti slavi vicini. Alcuni guerrieri nogai si trasferirono nella penisola di Crimea dove diventarono cavalleria scelta del Khanato.
I nogai non erano solo ottimi guerrieri che vivevano di razzie, ma avevano sviluppato anche una discreta capacità nell'agricoltura, soprattutto nella coltivazione del grano e nell'irrigazione delle aride steppe in cui abitavano. Alcuni di loro si dedicarono anche alla pastorizia, migrando stagionalmente alla ricerca di pascoli per i loro animali. Orgogliosi delle loro tradizioni nomadi e della loro indipendenza, erano mal visti dalle popolazioni stanziali, tanto che il loro nome era spesso associato a quello delle bande di briganti che vivevano razziando i raccolti. Dopo l'annessione russa del khanato i loro terreni di pascolo furono confiscati e occupati dagli agricoltori slavi.
Dopo aver confiscato le terre che utilizzavano per i pascoli, il governo russo cercò di far stanziare forzatamente le tribù nogai con vari metodi, come quello di bruciare i loro accampamenti e di limitare i loro movimenti. Le truppe del generale russo Suvorov uccisero alcuni migliaia di ribelli nogai di Kuban nel 1783. Alcune tribù di quest'etnia cercarono allora rifugio tra i circassi mentre molti iniziarono a migrare verso l'Impero ottomano.
L'esodo dei nogai seguì due distinti itinerari: si stima che circa settemila nogai delle Orde di Bucak e Cedsan si stabilirono in Dobrugia prima del 1860. Dopo questa data alcuni clan delle Orde di Camboyluk e Kuban si spostarono verso l'Ucraina meridionale e si mescolarono con i nogai che qui si erano stabiliti all'epoca del khanato. Cinquantamila dei settantamila nogai di Kuban lasciarono poi in quel periodo la Russia per l'Impero Ottomano, così come all'incirca trecentomila Tatari che vivevano in Crimea nei distretti di Evpatoria, Perekop e nel nord di Simferopol. Similarmente all'incirca cinquantamila nogai fuggirono dal sud dell'Ucraina nel 1861. Altre tribù nogai, tra quelle che si erano trasferite sul Caucaso con i circassi, emigrò con questi in Anatolia.
Negli anni 1990 sessantacinquemila nogai vivevano ancora nel Caucaso settentrionale, divisi in confederazioni tribali ak (bianche) e kara (nere). Il fatto che durante il periodo sovietico non fosse stata riconosciuta loro identità di popolo ritardò la loro evoluzione in senso nazionale. I nogai vivono oggi tra il Dagestan, la Cecenia e il territorio di Stavropol', senza alcun riconoscimento legale e rischiando di assimilarsi ai loro vicini russi, calmucchi e circassi.
Poche centinaia di nogai vivono oggi in Dobrugia (nell'odierna Romania), nei paesi di Kogolniceau (Karamurat), Kocali, Vala Dacilor (Hendekkarakuyusu) e Kubadin.
All'incirca novantamila persone di quest'etnia vivono oggi in Turchia, la maggior parte nelle provincie di Adana, Ankara e Eskisehir. La lingua nogai (vicina al kazako) è ancora oggi parlata in alcuni villaggi dell'Anatolia Centrale, mantenendo la loro cucina tipica costituita da piatti come gli Üken börek, kasık börek, tabak börek, şıy börek, köbete e Nogay şay (bevanda preparata bollendo insieme latte e the insieme con burro, sale e pepe).
Alcuni nogai vivono anche ad Amman, in Giordania, nell'area agricola chiamata Wadi El Sir, discendenti di coloro che emigrarono lì dalla Turchia per supportare l'esercito ottomano nel tardo XIX secolo, durante l'occupazione dell'Arabia. I nogai giordani ora parlano arabo.